# Albrecht Grueber

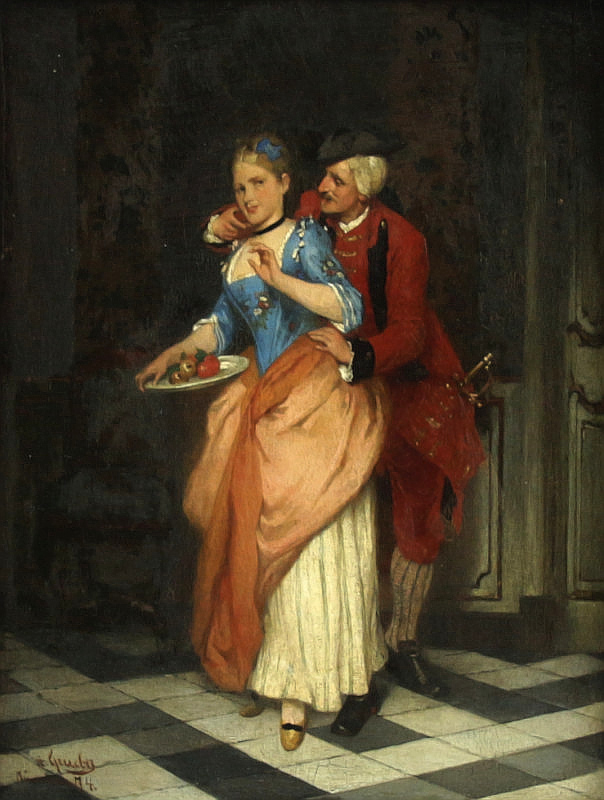
Tändelei, 1874

Albrecht Grueber (* 12. September 1847 in Prag; † 24. August 1888 in München) war ein deutscher Genre-, Porträt- und Tiermaler, Sohn des Architekten und Kunsthistorikers Bernhard Grueber (1807–1882).
Albrecht Grueber studierte an der Akademie der Bildenden Künste Prag bei Eduard Engerth und Max Haushofer, und seit dem 28. Oktober 1864 an der Königlichen Akademie der Künste in München bei Alexander Strähuber, Arthur von Ramberg und Karl von Piloty.
Beim Ausbruch des Deutschen Krieges 1866 trat Grueber als freiwilliger Kadett in die Armee, musste jedoch aus gesundheitlichen Gründen zurücktreten. Er meldete sich während des Deutsch-Französischen Krieges im Juli 1870 erneut zum Dienst und nahm an der Schlacht bei Wörth am 6. August 1870 teil. Danach wurde er wieder entlassen. Seitdem widmete er sich der Genre-, Porträt- und Tiermalerei. Um 1880 begann eine fortschreitende Augenkrankheit. Völlig erblindet starb Albrecht Grueber im Alter von 41 Jahren.